# Dato Marsagishvili
Dato Marsagishvili (n. 30 martie 1991, Stepantsminda⁠(d), Mtskheta-Mtianeti⁠(d), Georgia) este un luptător ce a reprezentat Georgia, medaliat olimpic. A participat la o ediție a Jocurilor Olimpice (2012) în care a câștigat o medalie de bronz.

## Participări
Lista de mai jos prezintă principalele competiții la care a participat Dato Marsagishvili de-a lungul carierei.
- wrestling at the 2012 Summer Olympics – men's freestyle 84 kg[*]